# Ouest
Ouest  er en region i Cameroun med hovedstad i byen Bafoussam.

## Geografi
Regionen ligger i den vestlige del af landet og grænser op til regionen Nord-Ouest (Nordvest) mod nord, regionen Adamava mod nordøst, regionen Centre mod øst og sydøst, regionen Littoral mod sydvest og regionen Sud-Ouest (Sydvest) mod vest. I den nordlige del af provinsen ligger Bamenda-højlandet, i nordvest Bamboutomassivet, der med 2.740 moh. er den tredjehøjeste top i Cameroun, og vulkanen Manengouba.
Regionen er inddelt i 8 departementer, som ses nedensfor med deres administrationsbyer:
| Departement    | Departementshovedstad |
| -------------- | --------------------- |
| Bamboutos      | Mbouda                |
| Haut-Nkam      | Bafang                |
| Hauts-Plateaux | Baham                 |
| Koung-Khi      | Bandjoun              |
| Menoua         | Dschang               |
| Mifi           | Bafoussam             |
| Ndé            | Bangangté             |
| Noun           | Foumban               |

- Balengsøen
- Nkamfloden
- Monounsøen
- Mbamfloden
- Metche vandfaldet
- Bangoua vandfaldet